# Herbert Kaschula
Herbert Kaschula (Berlin-Lichterfelde, 23 september 1912 - ?) was een SS-Sturmbannführer tijdens de Tweede Wereldoorlog.

## Vooroorlogse geschiedenis
Kaschula was tijdens de Weimarrepubliek een drogist en sloot zich in 1931 aan bij de Nationaalsocialistische Duitse Arbeiderspartij (NSDAP; lidmaatschapsnummer: 531107) en de Sturmabteilung (SA). Al snel stapte hij over van de SA naar de SS (lidmaatschapsnummer: 23708).
In 1933 werd Kaschula toegevoegd aan de Leibstandarte 'Adolf Hitler'. Een jaar later werd hij bevorderd tot SS-Unterscharführer en in 1935 klom hij op tot de rang van SS-Oberscharführer. In 1936 volgde Kaschula een officiersopleiding en al in 1937 was hij bevorderd tot SS-Obersturmführer.

## Tweede Wereldoorlog
Tijdens de Tweede Wereldoorlog was Kaschula’s rol aanvankelijk die van bataljonscommandant. Hij trad als zodanig op tijdens de aanvallen op Polen en Frankrijk. Zijn goede resultaten zorgden ervoor dat hij in 1940 werd bevorderd tot SS-Hauptsturmführer.
In 1943 werd Kaschula overgeplaatst naar het opleidingsbataljon voor de SS-pantsergrenadiers. Kaschula kreeg in 1944 de rang van SS-Sturmbannführer, wat hij tot het einde van de oorlog zou blijven. Vanaf maart 1945, toen de Duitsers op alle fronten werden teruggedrongen, werd Kaschula opgenomen in Kampfgruppe Mohnke. Met deze eenheid vocht Kaschula in Berlijn, in de omgeving van de Rijkskanselarij.
Het exacte lot van Kaschula is niet bekend. Vermoedelijk is hij tijdens de Slag om Berlijn om het leven gekomen.

## Militaire loopbaan
- SS-Unterscharführer: 1934
- SS-Oberscharführer: 1935
- SS-Untersturmführer: 9 november 1936[2]
- SS-Obersturmführer: 9 november 1937[2]
- SS-Hauptsturmführer: 1940
- SS-Sturmbannführer: 1944

## Decoraties
- Ehrendegen des Reichsführers-SS
- SS-Ehrenring
- Rijksinsigne voor Sport in brons